# Familia Stracci
La familia Stracci es una familia mafiosa que aparece en el libro de Mario Puzo El Padrino y en la película dirigida por Francis Ford Coppola El Padrino basada en el libro de Puzo. Esta familia habita en Nueva York (precisamente Staten Island) y compite por el poder de esta ciudad contra otras cuatro familias: la familia Barzini, la familia Cuneo, la familia Tattaglia y la familia Corleone. La familia Stracci está gobernada por Anthony Stracci (en la película es conocido como Víctor Stracci). Los Stracci también controlaban Nueva Jersey

## Historia en El Padrino (película)
La familia está gobernada por Víctor Stracci.
Stracci es asesinado cuando Peter Clemenza (un capo de la familia Corleone) le dispara con una escopeta cuando sale de un ascensor. Stracci muere a la vez que los jefes de las otras familias rivales, que Moe Green y que Salvatore Tessio. Todos son asesinados por la familia Corleone. Moe Green es el dueño de unos hoteles y casinos en Las Vegas, muere por no vendérselos a los Corleone. Salvatore Tessio es miembro de la familia Corleone, es ejecutado por venderse a la familia Barzini.